# تشوي ميونغ يونغ
تشوي ميونغ يونغ (هانغل: 최명용) (مواليد 21 يوليو 1976) حكم كرة قدم كوري جنوبي. يحكم في الدوري الكوري الجنوبي منذ عام 2005. تم اعتماده حكماً دولياً من قبل الفيفا في عام 2007.

## انجازات
- أفضل حكام الدوري الكوري الجنوبي 2010